# مغنولية
المَغْنُولِيَة  (الاسم العلمي: Magnolia) هو جنس نباتي يتبع فصيلة المغنولات من رتبة المغنوليات.
يضم 210 أنواع أهمها المغنولية كبيرة الزهر. موطنها الأصلي جنوب شرق الولايات المتحدة. سميت نسبةً إلى عالم النبات الفرنسي بيير مانيول أو بيير ماغنول حسب اللفظ الإنكليزي.
ظهر هذا الجنس قبل ظهور النحل، ولهذا فالنبتة مصممة لتسهيل التأبير بالخنافس. أخبية متينة لمقاومة أي ضرر يمكن أن تحدثه الخنافس. موئلها الأساسي في شرق وجنوب شرق آسيا ولها موئل ثانوي في شرق أمريكا الشمالية وأمريكا الوسطى والكاريبي.